# Massimo Oberti
Massimo Edoardo Luigi Oberti (ur. 22 czerwca 1901 w Genui, zm. 	6 stycznia 1972 tamże) – włoski żeglarz, olimpijczyk.
Reprezentował Argentynę w żeglarstwie na Letnich Igrzyskach Olimpijskich 1928, które odbyły się w Amsterdamie, zajmując 10. miejsce, następnie podczas Letnich Igrzyskach Olimpijskich 1936, gdzie zajął 5. miejsce. Trzeci raz reprezentował kraj podczas Letnich Igrzyskach Olimpijskich 1956, zajmując 7. miejsce.